# Wu Junsheng

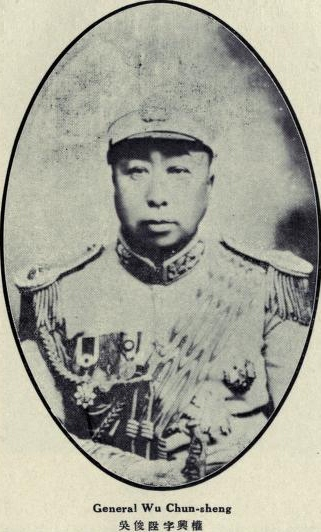

Wu Junsheng, ou Wu Tsi-cheng, 吳俊陞, (1863–1928) est un général et commandant de cavalerie de la clique du Fengtian.
Né dans une famille paysanne de Changtu, dans la province du Fengtian (actuel Liaoning), le 23 novembre 1863, Wu rejoint une troupe de cavalerie en 1880 et écrase le plan d'indépendance de la Mandchourie (soutenu par les Japonais) en 1912. Il soutient la monarchie de Yuan Shikai en 1915, et les efforts de Zhang Zuolin pour s'emparer de la Mandchourie. Il est récompensé avec le poste de gouverneur civil et militaire du Heilongjiang en mars 1921. Promu commandant de la 5e armée en 1924, il tient ces fonctions jusqu'à sa mort en juin 1928 durant l'incident de Huanggutun et l'assassinat de Zhang Zuolin.